# تک‌تیراندازها
تک تیراندازها (به چینی: 狙击手) یک فیلم جنگی محصول سال ۲۰۲۲ سینمای چین به کارگردانی ژانگ ییمو و ژانگ مو با بازی چن یونگ‌شنگ، ژانگ یو و ژانگ یی است. این فیلم بر اساس روایتی تخیلی از داستان زندگی واقعی ژانگ تائوفنگ، یک تک‌تیرانداز چینی است که با سربازان آمریکایی در جنگ کره می‌جنگد. این فیلم در چین در ۱ فوریه ۲۰۲۲ به مناسبت روز ارتش نمایش داده شد.

## داستان
- داستان اعضای گروه پنجم، گروهان هشتم ارتش چین را دنبال می‌کند که در جنگ کره با سربازان آمریکایی و تک تیراندازها می‌جنگند.[۵]
- داستان ژانگ تائوفنگ، سرباز جوان ارتشی است که در سن ۲۲ سالگی در طول جنگ کره با کشتن یا زخمی کردن ۲۱۴ سرباز آمریکایی با ۴۳۵ گلوله تنها در ۳۲ روز، رکوردی را به نام خود ثبت کرد.

## تولید
فیلمبرداری در کوه پکتو در جی‌لین در ۶ ژانویه ۲۰۲۱ آغاز شد.